# Пирчева одбрана
Овај чланак користи алгебарску шаховску нотацију како би се описали шаховски потези.
Пирчева одбрана је шаховско отварање које почиње потезима:
1. е4 д6 2. д4 Сф6 3. Сц3 г6
Релативно ново шаховско отварање у хипермодерном стилу. Обилује огранцима, варијантама и подваријантама, а једно је од најпопуларнијих отварања у модерном мајсторском шаху.

## Карактеристике
Црни је изградио краљево-индијску поставу препустивши центар белом с намером да га касније нападне. За разлику од Краљеве индијске одбране, овде бели нема потеза ц4, због чега он није тако јак у центру, али ни толико рањив као што је тамо.

## Историјат
Прва забележена партија Пирчеве одбране је партија између Жозефа Ное и Амоса Бурна, Франкфурт, 1887. године.
Међутим, назив Пирчева одбрана већ се удомаћио на свим меридијанима, иако понегде у шаховској литератури налазимо и називе Југословенска одбрана и Одбрана Уфимцева. Пошто је велемајстор Васја Пирц обогатио ову игру новим оригиналним идејама и успешно бранио њену вредност у дугогодишњој пракси, сматра се да је назив Пирчева одбрана најисправнији.

## Главна линија 3. г6

### Аустријски напад: 4. ф4
|   | a | b | c | d | e | f | g | h |   |
| 8 | a8 black rook · b8 black knight · c8 black bishop · d8 black queen · e8 black king · h8 black rook · a7 black pawn · b7 black pawn · c7 black pawn · e7 black pawn · f7 black pawn · g7 black bishop · h7 black pawn · d6 black pawn · f6 black knight · g6 black pawn · d4 white pawn · e4 white pawn · f4 white pawn · c3 white knight · f3 white knight · a2 white pawn · b2 white pawn · c2 white pawn · g2 white pawn · h2 white pawn · a1 white rook · c1 white bishop · d1 white queen · e1 white king · f1 white bishop · h1 white rook | a8 black rook · b8 black knight · c8 black bishop · d8 black queen · e8 black king · h8 black rook · a7 black pawn · b7 black pawn · c7 black pawn · e7 black pawn · f7 black pawn · g7 black bishop · h7 black pawn · d6 black pawn · f6 black knight · g6 black pawn · d4 white pawn · e4 white pawn · f4 white pawn · c3 white knight · f3 white knight · a2 white pawn · b2 white pawn · c2 white pawn · g2 white pawn · h2 white pawn · a1 white rook · c1 white bishop · d1 white queen · e1 white king · f1 white bishop · h1 white rook | a8 black rook · b8 black knight · c8 black bishop · d8 black queen · e8 black king · h8 black rook · a7 black pawn · b7 black pawn · c7 black pawn · e7 black pawn · f7 black pawn · g7 black bishop · h7 black pawn · d6 black pawn · f6 black knight · g6 black pawn · d4 white pawn · e4 white pawn · f4 white pawn · c3 white knight · f3 white knight · a2 white pawn · b2 white pawn · c2 white pawn · g2 white pawn · h2 white pawn · a1 white rook · c1 white bishop · d1 white queen · e1 white king · f1 white bishop · h1 white rook | a8 black rook · b8 black knight · c8 black bishop · d8 black queen · e8 black king · h8 black rook · a7 black pawn · b7 black pawn · c7 black pawn · e7 black pawn · f7 black pawn · g7 black bishop · h7 black pawn · d6 black pawn · f6 black knight · g6 black pawn · d4 white pawn · e4 white pawn · f4 white pawn · c3 white knight · f3 white knight · a2 white pawn · b2 white pawn · c2 white pawn · g2 white pawn · h2 white pawn · a1 white rook · c1 white bishop · d1 white queen · e1 white king · f1 white bishop · h1 white rook | a8 black rook · b8 black knight · c8 black bishop · d8 black queen · e8 black king · h8 black rook · a7 black pawn · b7 black pawn · c7 black pawn · e7 black pawn · f7 black pawn · g7 black bishop · h7 black pawn · d6 black pawn · f6 black knight · g6 black pawn · d4 white pawn · e4 white pawn · f4 white pawn · c3 white knight · f3 white knight · a2 white pawn · b2 white pawn · c2 white pawn · g2 white pawn · h2 white pawn · a1 white rook · c1 white bishop · d1 white queen · e1 white king · f1 white bishop · h1 white rook | a8 black rook · b8 black knight · c8 black bishop · d8 black queen · e8 black king · h8 black rook · a7 black pawn · b7 black pawn · c7 black pawn · e7 black pawn · f7 black pawn · g7 black bishop · h7 black pawn · d6 black pawn · f6 black knight · g6 black pawn · d4 white pawn · e4 white pawn · f4 white pawn · c3 white knight · f3 white knight · a2 white pawn · b2 white pawn · c2 white pawn · g2 white pawn · h2 white pawn · a1 white rook · c1 white bishop · d1 white queen · e1 white king · f1 white bishop · h1 white rook | a8 black rook · b8 black knight · c8 black bishop · d8 black queen · e8 black king · h8 black rook · a7 black pawn · b7 black pawn · c7 black pawn · e7 black pawn · f7 black pawn · g7 black bishop · h7 black pawn · d6 black pawn · f6 black knight · g6 black pawn · d4 white pawn · e4 white pawn · f4 white pawn · c3 white knight · f3 white knight · a2 white pawn · b2 white pawn · c2 white pawn · g2 white pawn · h2 white pawn · a1 white rook · c1 white bishop · d1 white queen · e1 white king · f1 white bishop · h1 white rook | a8 black rook · b8 black knight · c8 black bishop · d8 black queen · e8 black king · h8 black rook · a7 black pawn · b7 black pawn · c7 black pawn · e7 black pawn · f7 black pawn · g7 black bishop · h7 black pawn · d6 black pawn · f6 black knight · g6 black pawn · d4 white pawn · e4 white pawn · f4 white pawn · c3 white knight · f3 white knight · a2 white pawn · b2 white pawn · c2 white pawn · g2 white pawn · h2 white pawn · a1 white rook · c1 white bishop · d1 white queen · e1 white king · f1 white bishop · h1 white rook | 8 |
| 7 | a8 black rook · b8 black knight · c8 black bishop · d8 black queen · e8 black king · h8 black rook · a7 black pawn · b7 black pawn · c7 black pawn · e7 black pawn · f7 black pawn · g7 black bishop · h7 black pawn · d6 black pawn · f6 black knight · g6 black pawn · d4 white pawn · e4 white pawn · f4 white pawn · c3 white knight · f3 white knight · a2 white pawn · b2 white pawn · c2 white pawn · g2 white pawn · h2 white pawn · a1 white rook · c1 white bishop · d1 white queen · e1 white king · f1 white bishop · h1 white rook | a8 black rook · b8 black knight · c8 black bishop · d8 black queen · e8 black king · h8 black rook · a7 black pawn · b7 black pawn · c7 black pawn · e7 black pawn · f7 black pawn · g7 black bishop · h7 black pawn · d6 black pawn · f6 black knight · g6 black pawn · d4 white pawn · e4 white pawn · f4 white pawn · c3 white knight · f3 white knight · a2 white pawn · b2 white pawn · c2 white pawn · g2 white pawn · h2 white pawn · a1 white rook · c1 white bishop · d1 white queen · e1 white king · f1 white bishop · h1 white rook | a8 black rook · b8 black knight · c8 black bishop · d8 black queen · e8 black king · h8 black rook · a7 black pawn · b7 black pawn · c7 black pawn · e7 black pawn · f7 black pawn · g7 black bishop · h7 black pawn · d6 black pawn · f6 black knight · g6 black pawn · d4 white pawn · e4 white pawn · f4 white pawn · c3 white knight · f3 white knight · a2 white pawn · b2 white pawn · c2 white pawn · g2 white pawn · h2 white pawn · a1 white rook · c1 white bishop · d1 white queen · e1 white king · f1 white bishop · h1 white rook | a8 black rook · b8 black knight · c8 black bishop · d8 black queen · e8 black king · h8 black rook · a7 black pawn · b7 black pawn · c7 black pawn · e7 black pawn · f7 black pawn · g7 black bishop · h7 black pawn · d6 black pawn · f6 black knight · g6 black pawn · d4 white pawn · e4 white pawn · f4 white pawn · c3 white knight · f3 white knight · a2 white pawn · b2 white pawn · c2 white pawn · g2 white pawn · h2 white pawn · a1 white rook · c1 white bishop · d1 white queen · e1 white king · f1 white bishop · h1 white rook | a8 black rook · b8 black knight · c8 black bishop · d8 black queen · e8 black king · h8 black rook · a7 black pawn · b7 black pawn · c7 black pawn · e7 black pawn · f7 black pawn · g7 black bishop · h7 black pawn · d6 black pawn · f6 black knight · g6 black pawn · d4 white pawn · e4 white pawn · f4 white pawn · c3 white knight · f3 white knight · a2 white pawn · b2 white pawn · c2 white pawn · g2 white pawn · h2 white pawn · a1 white rook · c1 white bishop · d1 white queen · e1 white king · f1 white bishop · h1 white rook | a8 black rook · b8 black knight · c8 black bishop · d8 black queen · e8 black king · h8 black rook · a7 black pawn · b7 black pawn · c7 black pawn · e7 black pawn · f7 black pawn · g7 black bishop · h7 black pawn · d6 black pawn · f6 black knight · g6 black pawn · d4 white pawn · e4 white pawn · f4 white pawn · c3 white knight · f3 white knight · a2 white pawn · b2 white pawn · c2 white pawn · g2 white pawn · h2 white pawn · a1 white rook · c1 white bishop · d1 white queen · e1 white king · f1 white bishop · h1 white rook | a8 black rook · b8 black knight · c8 black bishop · d8 black queen · e8 black king · h8 black rook · a7 black pawn · b7 black pawn · c7 black pawn · e7 black pawn · f7 black pawn · g7 black bishop · h7 black pawn · d6 black pawn · f6 black knight · g6 black pawn · d4 white pawn · e4 white pawn · f4 white pawn · c3 white knight · f3 white knight · a2 white pawn · b2 white pawn · c2 white pawn · g2 white pawn · h2 white pawn · a1 white rook · c1 white bishop · d1 white queen · e1 white king · f1 white bishop · h1 white rook | a8 black rook · b8 black knight · c8 black bishop · d8 black queen · e8 black king · h8 black rook · a7 black pawn · b7 black pawn · c7 black pawn · e7 black pawn · f7 black pawn · g7 black bishop · h7 black pawn · d6 black pawn · f6 black knight · g6 black pawn · d4 white pawn · e4 white pawn · f4 white pawn · c3 white knight · f3 white knight · a2 white pawn · b2 white pawn · c2 white pawn · g2 white pawn · h2 white pawn · a1 white rook · c1 white bishop · d1 white queen · e1 white king · f1 white bishop · h1 white rook | 7 |
| 6 | a8 black rook · b8 black knight · c8 black bishop · d8 black queen · e8 black king · h8 black rook · a7 black pawn · b7 black pawn · c7 black pawn · e7 black pawn · f7 black pawn · g7 black bishop · h7 black pawn · d6 black pawn · f6 black knight · g6 black pawn · d4 white pawn · e4 white pawn · f4 white pawn · c3 white knight · f3 white knight · a2 white pawn · b2 white pawn · c2 white pawn · g2 white pawn · h2 white pawn · a1 white rook · c1 white bishop · d1 white queen · e1 white king · f1 white bishop · h1 white rook | a8 black rook · b8 black knight · c8 black bishop · d8 black queen · e8 black king · h8 black rook · a7 black pawn · b7 black pawn · c7 black pawn · e7 black pawn · f7 black pawn · g7 black bishop · h7 black pawn · d6 black pawn · f6 black knight · g6 black pawn · d4 white pawn · e4 white pawn · f4 white pawn · c3 white knight · f3 white knight · a2 white pawn · b2 white pawn · c2 white pawn · g2 white pawn · h2 white pawn · a1 white rook · c1 white bishop · d1 white queen · e1 white king · f1 white bishop · h1 white rook | a8 black rook · b8 black knight · c8 black bishop · d8 black queen · e8 black king · h8 black rook · a7 black pawn · b7 black pawn · c7 black pawn · e7 black pawn · f7 black pawn · g7 black bishop · h7 black pawn · d6 black pawn · f6 black knight · g6 black pawn · d4 white pawn · e4 white pawn · f4 white pawn · c3 white knight · f3 white knight · a2 white pawn · b2 white pawn · c2 white pawn · g2 white pawn · h2 white pawn · a1 white rook · c1 white bishop · d1 white queen · e1 white king · f1 white bishop · h1 white rook | a8 black rook · b8 black knight · c8 black bishop · d8 black queen · e8 black king · h8 black rook · a7 black pawn · b7 black pawn · c7 black pawn · e7 black pawn · f7 black pawn · g7 black bishop · h7 black pawn · d6 black pawn · f6 black knight · g6 black pawn · d4 white pawn · e4 white pawn · f4 white pawn · c3 white knight · f3 white knight · a2 white pawn · b2 white pawn · c2 white pawn · g2 white pawn · h2 white pawn · a1 white rook · c1 white bishop · d1 white queen · e1 white king · f1 white bishop · h1 white rook | a8 black rook · b8 black knight · c8 black bishop · d8 black queen · e8 black king · h8 black rook · a7 black pawn · b7 black pawn · c7 black pawn · e7 black pawn · f7 black pawn · g7 black bishop · h7 black pawn · d6 black pawn · f6 black knight · g6 black pawn · d4 white pawn · e4 white pawn · f4 white pawn · c3 white knight · f3 white knight · a2 white pawn · b2 white pawn · c2 white pawn · g2 white pawn · h2 white pawn · a1 white rook · c1 white bishop · d1 white queen · e1 white king · f1 white bishop · h1 white rook | a8 black rook · b8 black knight · c8 black bishop · d8 black queen · e8 black king · h8 black rook · a7 black pawn · b7 black pawn · c7 black pawn · e7 black pawn · f7 black pawn · g7 black bishop · h7 black pawn · d6 black pawn · f6 black knight · g6 black pawn · d4 white pawn · e4 white pawn · f4 white pawn · c3 white knight · f3 white knight · a2 white pawn · b2 white pawn · c2 white pawn · g2 white pawn · h2 white pawn · a1 white rook · c1 white bishop · d1 white queen · e1 white king · f1 white bishop · h1 white rook | a8 black rook · b8 black knight · c8 black bishop · d8 black queen · e8 black king · h8 black rook · a7 black pawn · b7 black pawn · c7 black pawn · e7 black pawn · f7 black pawn · g7 black bishop · h7 black pawn · d6 black pawn · f6 black knight · g6 black pawn · d4 white pawn · e4 white pawn · f4 white pawn · c3 white knight · f3 white knight · a2 white pawn · b2 white pawn · c2 white pawn · g2 white pawn · h2 white pawn · a1 white rook · c1 white bishop · d1 white queen · e1 white king · f1 white bishop · h1 white rook | a8 black rook · b8 black knight · c8 black bishop · d8 black queen · e8 black king · h8 black rook · a7 black pawn · b7 black pawn · c7 black pawn · e7 black pawn · f7 black pawn · g7 black bishop · h7 black pawn · d6 black pawn · f6 black knight · g6 black pawn · d4 white pawn · e4 white pawn · f4 white pawn · c3 white knight · f3 white knight · a2 white pawn · b2 white pawn · c2 white pawn · g2 white pawn · h2 white pawn · a1 white rook · c1 white bishop · d1 white queen · e1 white king · f1 white bishop · h1 white rook | 6 |
| 5 | a8 black rook · b8 black knight · c8 black bishop · d8 black queen · e8 black king · h8 black rook · a7 black pawn · b7 black pawn · c7 black pawn · e7 black pawn · f7 black pawn · g7 black bishop · h7 black pawn · d6 black pawn · f6 black knight · g6 black pawn · d4 white pawn · e4 white pawn · f4 white pawn · c3 white knight · f3 white knight · a2 white pawn · b2 white pawn · c2 white pawn · g2 white pawn · h2 white pawn · a1 white rook · c1 white bishop · d1 white queen · e1 white king · f1 white bishop · h1 white rook | a8 black rook · b8 black knight · c8 black bishop · d8 black queen · e8 black king · h8 black rook · a7 black pawn · b7 black pawn · c7 black pawn · e7 black pawn · f7 black pawn · g7 black bishop · h7 black pawn · d6 black pawn · f6 black knight · g6 black pawn · d4 white pawn · e4 white pawn · f4 white pawn · c3 white knight · f3 white knight · a2 white pawn · b2 white pawn · c2 white pawn · g2 white pawn · h2 white pawn · a1 white rook · c1 white bishop · d1 white queen · e1 white king · f1 white bishop · h1 white rook | a8 black rook · b8 black knight · c8 black bishop · d8 black queen · e8 black king · h8 black rook · a7 black pawn · b7 black pawn · c7 black pawn · e7 black pawn · f7 black pawn · g7 black bishop · h7 black pawn · d6 black pawn · f6 black knight · g6 black pawn · d4 white pawn · e4 white pawn · f4 white pawn · c3 white knight · f3 white knight · a2 white pawn · b2 white pawn · c2 white pawn · g2 white pawn · h2 white pawn · a1 white rook · c1 white bishop · d1 white queen · e1 white king · f1 white bishop · h1 white rook | a8 black rook · b8 black knight · c8 black bishop · d8 black queen · e8 black king · h8 black rook · a7 black pawn · b7 black pawn · c7 black pawn · e7 black pawn · f7 black pawn · g7 black bishop · h7 black pawn · d6 black pawn · f6 black knight · g6 black pawn · d4 white pawn · e4 white pawn · f4 white pawn · c3 white knight · f3 white knight · a2 white pawn · b2 white pawn · c2 white pawn · g2 white pawn · h2 white pawn · a1 white rook · c1 white bishop · d1 white queen · e1 white king · f1 white bishop · h1 white rook | a8 black rook · b8 black knight · c8 black bishop · d8 black queen · e8 black king · h8 black rook · a7 black pawn · b7 black pawn · c7 black pawn · e7 black pawn · f7 black pawn · g7 black bishop · h7 black pawn · d6 black pawn · f6 black knight · g6 black pawn · d4 white pawn · e4 white pawn · f4 white pawn · c3 white knight · f3 white knight · a2 white pawn · b2 white pawn · c2 white pawn · g2 white pawn · h2 white pawn · a1 white rook · c1 white bishop · d1 white queen · e1 white king · f1 white bishop · h1 white rook | a8 black rook · b8 black knight · c8 black bishop · d8 black queen · e8 black king · h8 black rook · a7 black pawn · b7 black pawn · c7 black pawn · e7 black pawn · f7 black pawn · g7 black bishop · h7 black pawn · d6 black pawn · f6 black knight · g6 black pawn · d4 white pawn · e4 white pawn · f4 white pawn · c3 white knight · f3 white knight · a2 white pawn · b2 white pawn · c2 white pawn · g2 white pawn · h2 white pawn · a1 white rook · c1 white bishop · d1 white queen · e1 white king · f1 white bishop · h1 white rook | a8 black rook · b8 black knight · c8 black bishop · d8 black queen · e8 black king · h8 black rook · a7 black pawn · b7 black pawn · c7 black pawn · e7 black pawn · f7 black pawn · g7 black bishop · h7 black pawn · d6 black pawn · f6 black knight · g6 black pawn · d4 white pawn · e4 white pawn · f4 white pawn · c3 white knight · f3 white knight · a2 white pawn · b2 white pawn · c2 white pawn · g2 white pawn · h2 white pawn · a1 white rook · c1 white bishop · d1 white queen · e1 white king · f1 white bishop · h1 white rook | a8 black rook · b8 black knight · c8 black bishop · d8 black queen · e8 black king · h8 black rook · a7 black pawn · b7 black pawn · c7 black pawn · e7 black pawn · f7 black pawn · g7 black bishop · h7 black pawn · d6 black pawn · f6 black knight · g6 black pawn · d4 white pawn · e4 white pawn · f4 white pawn · c3 white knight · f3 white knight · a2 white pawn · b2 white pawn · c2 white pawn · g2 white pawn · h2 white pawn · a1 white rook · c1 white bishop · d1 white queen · e1 white king · f1 white bishop · h1 white rook | 5 |
| 4 | a8 black rook · b8 black knight · c8 black bishop · d8 black queen · e8 black king · h8 black rook · a7 black pawn · b7 black pawn · c7 black pawn · e7 black pawn · f7 black pawn · g7 black bishop · h7 black pawn · d6 black pawn · f6 black knight · g6 black pawn · d4 white pawn · e4 white pawn · f4 white pawn · c3 white knight · f3 white knight · a2 white pawn · b2 white pawn · c2 white pawn · g2 white pawn · h2 white pawn · a1 white rook · c1 white bishop · d1 white queen · e1 white king · f1 white bishop · h1 white rook | a8 black rook · b8 black knight · c8 black bishop · d8 black queen · e8 black king · h8 black rook · a7 black pawn · b7 black pawn · c7 black pawn · e7 black pawn · f7 black pawn · g7 black bishop · h7 black pawn · d6 black pawn · f6 black knight · g6 black pawn · d4 white pawn · e4 white pawn · f4 white pawn · c3 white knight · f3 white knight · a2 white pawn · b2 white pawn · c2 white pawn · g2 white pawn · h2 white pawn · a1 white rook · c1 white bishop · d1 white queen · e1 white king · f1 white bishop · h1 white rook | a8 black rook · b8 black knight · c8 black bishop · d8 black queen · e8 black king · h8 black rook · a7 black pawn · b7 black pawn · c7 black pawn · e7 black pawn · f7 black pawn · g7 black bishop · h7 black pawn · d6 black pawn · f6 black knight · g6 black pawn · d4 white pawn · e4 white pawn · f4 white pawn · c3 white knight · f3 white knight · a2 white pawn · b2 white pawn · c2 white pawn · g2 white pawn · h2 white pawn · a1 white rook · c1 white bishop · d1 white queen · e1 white king · f1 white bishop · h1 white rook | a8 black rook · b8 black knight · c8 black bishop · d8 black queen · e8 black king · h8 black rook · a7 black pawn · b7 black pawn · c7 black pawn · e7 black pawn · f7 black pawn · g7 black bishop · h7 black pawn · d6 black pawn · f6 black knight · g6 black pawn · d4 white pawn · e4 white pawn · f4 white pawn · c3 white knight · f3 white knight · a2 white pawn · b2 white pawn · c2 white pawn · g2 white pawn · h2 white pawn · a1 white rook · c1 white bishop · d1 white queen · e1 white king · f1 white bishop · h1 white rook | a8 black rook · b8 black knight · c8 black bishop · d8 black queen · e8 black king · h8 black rook · a7 black pawn · b7 black pawn · c7 black pawn · e7 black pawn · f7 black pawn · g7 black bishop · h7 black pawn · d6 black pawn · f6 black knight · g6 black pawn · d4 white pawn · e4 white pawn · f4 white pawn · c3 white knight · f3 white knight · a2 white pawn · b2 white pawn · c2 white pawn · g2 white pawn · h2 white pawn · a1 white rook · c1 white bishop · d1 white queen · e1 white king · f1 white bishop · h1 white rook | a8 black rook · b8 black knight · c8 black bishop · d8 black queen · e8 black king · h8 black rook · a7 black pawn · b7 black pawn · c7 black pawn · e7 black pawn · f7 black pawn · g7 black bishop · h7 black pawn · d6 black pawn · f6 black knight · g6 black pawn · d4 white pawn · e4 white pawn · f4 white pawn · c3 white knight · f3 white knight · a2 white pawn · b2 white pawn · c2 white pawn · g2 white pawn · h2 white pawn · a1 white rook · c1 white bishop · d1 white queen · e1 white king · f1 white bishop · h1 white rook | a8 black rook · b8 black knight · c8 black bishop · d8 black queen · e8 black king · h8 black rook · a7 black pawn · b7 black pawn · c7 black pawn · e7 black pawn · f7 black pawn · g7 black bishop · h7 black pawn · d6 black pawn · f6 black knight · g6 black pawn · d4 white pawn · e4 white pawn · f4 white pawn · c3 white knight · f3 white knight · a2 white pawn · b2 white pawn · c2 white pawn · g2 white pawn · h2 white pawn · a1 white rook · c1 white bishop · d1 white queen · e1 white king · f1 white bishop · h1 white rook | a8 black rook · b8 black knight · c8 black bishop · d8 black queen · e8 black king · h8 black rook · a7 black pawn · b7 black pawn · c7 black pawn · e7 black pawn · f7 black pawn · g7 black bishop · h7 black pawn · d6 black pawn · f6 black knight · g6 black pawn · d4 white pawn · e4 white pawn · f4 white pawn · c3 white knight · f3 white knight · a2 white pawn · b2 white pawn · c2 white pawn · g2 white pawn · h2 white pawn · a1 white rook · c1 white bishop · d1 white queen · e1 white king · f1 white bishop · h1 white rook | 4 |
| 3 | a8 black rook · b8 black knight · c8 black bishop · d8 black queen · e8 black king · h8 black rook · a7 black pawn · b7 black pawn · c7 black pawn · e7 black pawn · f7 black pawn · g7 black bishop · h7 black pawn · d6 black pawn · f6 black knight · g6 black pawn · d4 white pawn · e4 white pawn · f4 white pawn · c3 white knight · f3 white knight · a2 white pawn · b2 white pawn · c2 white pawn · g2 white pawn · h2 white pawn · a1 white rook · c1 white bishop · d1 white queen · e1 white king · f1 white bishop · h1 white rook | a8 black rook · b8 black knight · c8 black bishop · d8 black queen · e8 black king · h8 black rook · a7 black pawn · b7 black pawn · c7 black pawn · e7 black pawn · f7 black pawn · g7 black bishop · h7 black pawn · d6 black pawn · f6 black knight · g6 black pawn · d4 white pawn · e4 white pawn · f4 white pawn · c3 white knight · f3 white knight · a2 white pawn · b2 white pawn · c2 white pawn · g2 white pawn · h2 white pawn · a1 white rook · c1 white bishop · d1 white queen · e1 white king · f1 white bishop · h1 white rook | a8 black rook · b8 black knight · c8 black bishop · d8 black queen · e8 black king · h8 black rook · a7 black pawn · b7 black pawn · c7 black pawn · e7 black pawn · f7 black pawn · g7 black bishop · h7 black pawn · d6 black pawn · f6 black knight · g6 black pawn · d4 white pawn · e4 white pawn · f4 white pawn · c3 white knight · f3 white knight · a2 white pawn · b2 white pawn · c2 white pawn · g2 white pawn · h2 white pawn · a1 white rook · c1 white bishop · d1 white queen · e1 white king · f1 white bishop · h1 white rook | a8 black rook · b8 black knight · c8 black bishop · d8 black queen · e8 black king · h8 black rook · a7 black pawn · b7 black pawn · c7 black pawn · e7 black pawn · f7 black pawn · g7 black bishop · h7 black pawn · d6 black pawn · f6 black knight · g6 black pawn · d4 white pawn · e4 white pawn · f4 white pawn · c3 white knight · f3 white knight · a2 white pawn · b2 white pawn · c2 white pawn · g2 white pawn · h2 white pawn · a1 white rook · c1 white bishop · d1 white queen · e1 white king · f1 white bishop · h1 white rook | a8 black rook · b8 black knight · c8 black bishop · d8 black queen · e8 black king · h8 black rook · a7 black pawn · b7 black pawn · c7 black pawn · e7 black pawn · f7 black pawn · g7 black bishop · h7 black pawn · d6 black pawn · f6 black knight · g6 black pawn · d4 white pawn · e4 white pawn · f4 white pawn · c3 white knight · f3 white knight · a2 white pawn · b2 white pawn · c2 white pawn · g2 white pawn · h2 white pawn · a1 white rook · c1 white bishop · d1 white queen · e1 white king · f1 white bishop · h1 white rook | a8 black rook · b8 black knight · c8 black bishop · d8 black queen · e8 black king · h8 black rook · a7 black pawn · b7 black pawn · c7 black pawn · e7 black pawn · f7 black pawn · g7 black bishop · h7 black pawn · d6 black pawn · f6 black knight · g6 black pawn · d4 white pawn · e4 white pawn · f4 white pawn · c3 white knight · f3 white knight · a2 white pawn · b2 white pawn · c2 white pawn · g2 white pawn · h2 white pawn · a1 white rook · c1 white bishop · d1 white queen · e1 white king · f1 white bishop · h1 white rook | a8 black rook · b8 black knight · c8 black bishop · d8 black queen · e8 black king · h8 black rook · a7 black pawn · b7 black pawn · c7 black pawn · e7 black pawn · f7 black pawn · g7 black bishop · h7 black pawn · d6 black pawn · f6 black knight · g6 black pawn · d4 white pawn · e4 white pawn · f4 white pawn · c3 white knight · f3 white knight · a2 white pawn · b2 white pawn · c2 white pawn · g2 white pawn · h2 white pawn · a1 white rook · c1 white bishop · d1 white queen · e1 white king · f1 white bishop · h1 white rook | a8 black rook · b8 black knight · c8 black bishop · d8 black queen · e8 black king · h8 black rook · a7 black pawn · b7 black pawn · c7 black pawn · e7 black pawn · f7 black pawn · g7 black bishop · h7 black pawn · d6 black pawn · f6 black knight · g6 black pawn · d4 white pawn · e4 white pawn · f4 white pawn · c3 white knight · f3 white knight · a2 white pawn · b2 white pawn · c2 white pawn · g2 white pawn · h2 white pawn · a1 white rook · c1 white bishop · d1 white queen · e1 white king · f1 white bishop · h1 white rook | 3 |
| 2 | a8 black rook · b8 black knight · c8 black bishop · d8 black queen · e8 black king · h8 black rook · a7 black pawn · b7 black pawn · c7 black pawn · e7 black pawn · f7 black pawn · g7 black bishop · h7 black pawn · d6 black pawn · f6 black knight · g6 black pawn · d4 white pawn · e4 white pawn · f4 white pawn · c3 white knight · f3 white knight · a2 white pawn · b2 white pawn · c2 white pawn · g2 white pawn · h2 white pawn · a1 white rook · c1 white bishop · d1 white queen · e1 white king · f1 white bishop · h1 white rook | a8 black rook · b8 black knight · c8 black bishop · d8 black queen · e8 black king · h8 black rook · a7 black pawn · b7 black pawn · c7 black pawn · e7 black pawn · f7 black pawn · g7 black bishop · h7 black pawn · d6 black pawn · f6 black knight · g6 black pawn · d4 white pawn · e4 white pawn · f4 white pawn · c3 white knight · f3 white knight · a2 white pawn · b2 white pawn · c2 white pawn · g2 white pawn · h2 white pawn · a1 white rook · c1 white bishop · d1 white queen · e1 white king · f1 white bishop · h1 white rook | a8 black rook · b8 black knight · c8 black bishop · d8 black queen · e8 black king · h8 black rook · a7 black pawn · b7 black pawn · c7 black pawn · e7 black pawn · f7 black pawn · g7 black bishop · h7 black pawn · d6 black pawn · f6 black knight · g6 black pawn · d4 white pawn · e4 white pawn · f4 white pawn · c3 white knight · f3 white knight · a2 white pawn · b2 white pawn · c2 white pawn · g2 white pawn · h2 white pawn · a1 white rook · c1 white bishop · d1 white queen · e1 white king · f1 white bishop · h1 white rook | a8 black rook · b8 black knight · c8 black bishop · d8 black queen · e8 black king · h8 black rook · a7 black pawn · b7 black pawn · c7 black pawn · e7 black pawn · f7 black pawn · g7 black bishop · h7 black pawn · d6 black pawn · f6 black knight · g6 black pawn · d4 white pawn · e4 white pawn · f4 white pawn · c3 white knight · f3 white knight · a2 white pawn · b2 white pawn · c2 white pawn · g2 white pawn · h2 white pawn · a1 white rook · c1 white bishop · d1 white queen · e1 white king · f1 white bishop · h1 white rook | a8 black rook · b8 black knight · c8 black bishop · d8 black queen · e8 black king · h8 black rook · a7 black pawn · b7 black pawn · c7 black pawn · e7 black pawn · f7 black pawn · g7 black bishop · h7 black pawn · d6 black pawn · f6 black knight · g6 black pawn · d4 white pawn · e4 white pawn · f4 white pawn · c3 white knight · f3 white knight · a2 white pawn · b2 white pawn · c2 white pawn · g2 white pawn · h2 white pawn · a1 white rook · c1 white bishop · d1 white queen · e1 white king · f1 white bishop · h1 white rook | a8 black rook · b8 black knight · c8 black bishop · d8 black queen · e8 black king · h8 black rook · a7 black pawn · b7 black pawn · c7 black pawn · e7 black pawn · f7 black pawn · g7 black bishop · h7 black pawn · d6 black pawn · f6 black knight · g6 black pawn · d4 white pawn · e4 white pawn · f4 white pawn · c3 white knight · f3 white knight · a2 white pawn · b2 white pawn · c2 white pawn · g2 white pawn · h2 white pawn · a1 white rook · c1 white bishop · d1 white queen · e1 white king · f1 white bishop · h1 white rook | a8 black rook · b8 black knight · c8 black bishop · d8 black queen · e8 black king · h8 black rook · a7 black pawn · b7 black pawn · c7 black pawn · e7 black pawn · f7 black pawn · g7 black bishop · h7 black pawn · d6 black pawn · f6 black knight · g6 black pawn · d4 white pawn · e4 white pawn · f4 white pawn · c3 white knight · f3 white knight · a2 white pawn · b2 white pawn · c2 white pawn · g2 white pawn · h2 white pawn · a1 white rook · c1 white bishop · d1 white queen · e1 white king · f1 white bishop · h1 white rook | a8 black rook · b8 black knight · c8 black bishop · d8 black queen · e8 black king · h8 black rook · a7 black pawn · b7 black pawn · c7 black pawn · e7 black pawn · f7 black pawn · g7 black bishop · h7 black pawn · d6 black pawn · f6 black knight · g6 black pawn · d4 white pawn · e4 white pawn · f4 white pawn · c3 white knight · f3 white knight · a2 white pawn · b2 white pawn · c2 white pawn · g2 white pawn · h2 white pawn · a1 white rook · c1 white bishop · d1 white queen · e1 white king · f1 white bishop · h1 white rook | 2 |
| 1 | a8 black rook · b8 black knight · c8 black bishop · d8 black queen · e8 black king · h8 black rook · a7 black pawn · b7 black pawn · c7 black pawn · e7 black pawn · f7 black pawn · g7 black bishop · h7 black pawn · d6 black pawn · f6 black knight · g6 black pawn · d4 white pawn · e4 white pawn · f4 white pawn · c3 white knight · f3 white knight · a2 white pawn · b2 white pawn · c2 white pawn · g2 white pawn · h2 white pawn · a1 white rook · c1 white bishop · d1 white queen · e1 white king · f1 white bishop · h1 white rook | a8 black rook · b8 black knight · c8 black bishop · d8 black queen · e8 black king · h8 black rook · a7 black pawn · b7 black pawn · c7 black pawn · e7 black pawn · f7 black pawn · g7 black bishop · h7 black pawn · d6 black pawn · f6 black knight · g6 black pawn · d4 white pawn · e4 white pawn · f4 white pawn · c3 white knight · f3 white knight · a2 white pawn · b2 white pawn · c2 white pawn · g2 white pawn · h2 white pawn · a1 white rook · c1 white bishop · d1 white queen · e1 white king · f1 white bishop · h1 white rook | a8 black rook · b8 black knight · c8 black bishop · d8 black queen · e8 black king · h8 black rook · a7 black pawn · b7 black pawn · c7 black pawn · e7 black pawn · f7 black pawn · g7 black bishop · h7 black pawn · d6 black pawn · f6 black knight · g6 black pawn · d4 white pawn · e4 white pawn · f4 white pawn · c3 white knight · f3 white knight · a2 white pawn · b2 white pawn · c2 white pawn · g2 white pawn · h2 white pawn · a1 white rook · c1 white bishop · d1 white queen · e1 white king · f1 white bishop · h1 white rook | a8 black rook · b8 black knight · c8 black bishop · d8 black queen · e8 black king · h8 black rook · a7 black pawn · b7 black pawn · c7 black pawn · e7 black pawn · f7 black pawn · g7 black bishop · h7 black pawn · d6 black pawn · f6 black knight · g6 black pawn · d4 white pawn · e4 white pawn · f4 white pawn · c3 white knight · f3 white knight · a2 white pawn · b2 white pawn · c2 white pawn · g2 white pawn · h2 white pawn · a1 white rook · c1 white bishop · d1 white queen · e1 white king · f1 white bishop · h1 white rook | a8 black rook · b8 black knight · c8 black bishop · d8 black queen · e8 black king · h8 black rook · a7 black pawn · b7 black pawn · c7 black pawn · e7 black pawn · f7 black pawn · g7 black bishop · h7 black pawn · d6 black pawn · f6 black knight · g6 black pawn · d4 white pawn · e4 white pawn · f4 white pawn · c3 white knight · f3 white knight · a2 white pawn · b2 white pawn · c2 white pawn · g2 white pawn · h2 white pawn · a1 white rook · c1 white bishop · d1 white queen · e1 white king · f1 white bishop · h1 white rook | a8 black rook · b8 black knight · c8 black bishop · d8 black queen · e8 black king · h8 black rook · a7 black pawn · b7 black pawn · c7 black pawn · e7 black pawn · f7 black pawn · g7 black bishop · h7 black pawn · d6 black pawn · f6 black knight · g6 black pawn · d4 white pawn · e4 white pawn · f4 white pawn · c3 white knight · f3 white knight · a2 white pawn · b2 white pawn · c2 white pawn · g2 white pawn · h2 white pawn · a1 white rook · c1 white bishop · d1 white queen · e1 white king · f1 white bishop · h1 white rook | a8 black rook · b8 black knight · c8 black bishop · d8 black queen · e8 black king · h8 black rook · a7 black pawn · b7 black pawn · c7 black pawn · e7 black pawn · f7 black pawn · g7 black bishop · h7 black pawn · d6 black pawn · f6 black knight · g6 black pawn · d4 white pawn · e4 white pawn · f4 white pawn · c3 white knight · f3 white knight · a2 white pawn · b2 white pawn · c2 white pawn · g2 white pawn · h2 white pawn · a1 white rook · c1 white bishop · d1 white queen · e1 white king · f1 white bishop · h1 white rook | a8 black rook · b8 black knight · c8 black bishop · d8 black queen · e8 black king · h8 black rook · a7 black pawn · b7 black pawn · c7 black pawn · e7 black pawn · f7 black pawn · g7 black bishop · h7 black pawn · d6 black pawn · f6 black knight · g6 black pawn · d4 white pawn · e4 white pawn · f4 white pawn · c3 white knight · f3 white knight · a2 white pawn · b2 white pawn · c2 white pawn · g2 white pawn · h2 white pawn · a1 white rook · c1 white bishop · d1 white queen · e1 white king · f1 white bishop · h1 white rook | 1 |
|   | a | b | c | d | e | f | g | h |   |

Аустријски напад почиње 1. e4 д6 2. д4 Сф6 3. Сц3 г6 4. ф4 Лг7 5. Сф3, и био је омиљен Фишеру. Такође је био поштован од стране Ник де Фиримана, аутор Модерних шаховских отварања. У постављању пјешака на д4, e4 и ф4, бијели успоставља моћни центар, намјеравајући да гурне у центар и/или нападне краљеву страну; у главној линији, црни обично напада са e5, циљајући да игра против тамних поља и слабости које је створио бијелов централнни напредак. Ова директна,  агресивна линија је једна од најамбициознијих система против Пирча. Јан Тиман је играо аустријску одбрану успјешно као црни и бијели. Јури Башалов се добро слаже са бијелим фигурама, и Валери Бејм има импресивну оцјену на црној страни

#### 5. 0-0
Најигранији потез послије 5. 0-0 је 6. Лд3 (Вајс варијанта), са 6. Сц6 најчешћим одговором, ипак 6. Са6, са идејом Сц7, Тб8 и б5 је покушан 1980-их послије 6. Сц6 откривено је да је црном понуђено неколико побједничких шанси. 6. e5 је оштар покушај, са нејасним посљедицама, који је много игран 1960-их, иако никада није достигао популарност на највишим нивоима. 6. Лe2 је још један потез који је често виђан 1950-их и почетком 1960-их, иако је пораз који је претрпио Фишер у игри датој у огледним играма подстакао играче бијелих, укључујући и Фишера, да се окрену 6. Лд3. У 1980-има је оживљен 6. Ле2 ц5 7. дхц5 Да5 8. 0-0 Дхц5 + 9. Кх1 је оживљен. 6. Ле3 је друга могућност, истражена 1970-их.

#### 5. ц5
Алтернатива црног до 5. 0-0 лежи у моменталном нападу против центра бијелога са 5. ц5, који је уобичајени одговор 6. дхц5 или 6. Лб5 +. Прво допушта 6. Да5. Потоњи обећава тактичку гужву, са заједничком линијом 6. Лб5 + Лд7 7. е5 Сг4 8. е6 (8. х3 или 8. Лхд7 + су друге могућности) 8. фхе6, што се сматрало лошим потезом, док је Јасер Сеираван играо овај потез против Гуле Сакса1988. (8. Лxб5 је алтернатива, аке црни не жели да форсира рами у главној линији), настацљајући са 9. Сг5 Лxб5. Сада ако бијели покуша 10. Сxe6, црниовим потезом 10. Лxд4!, игнорише опасност његовој дами, с обзиром на 11. Схд8 Лф2+ 12. Кд2 Ле3+ с извлачењем са вјечним шахом. Умјесто тога, бијели мпже покушати 11. Схб5, са компликованом игром.
Бијели такође може играти оштри 6. е5 против 5. ц5, након чега се сматра да 6. Сфд7 7. ехд6 0-0 нуди добру игру црном.

### Класични (два скакча) систем: 4. СФ3
Класични (два скакча) систем почиње 1. e4 д6 2. д4 Сф6 3. Сц3 г6 4. Сф3 Лг7 5. Лe2 0-0 6. 0-0. Садржај бијелога се налази у класичном пјешачком центру са пјешацима на е4 и д4, препуштајући се потезу ф2 – ф4 као црни рокира и гради компактну структуру. Ефим Гелер, Анатоли Карпов и Евгени Васиуков су успјешно користли овај систем као бијели; Зураб Азмаипарасхвили је успио као црни.

### Напад 150 и аргентински напади
Поставка ф2–ф3, Лe3 и Дд2 је често кориштено против краљеве индијске одбране и сицилијанског змаја, и такође може бити кориштено против Пирчеве одбране; овај систем је стар колико и Пирчева одбрана.
Систем 4. ф3 je представљен аргентинским играчима 1930. и 1950. Овај систем никада није сматран опасним по црнога због 4. ф3 Лг7 5. Ле3 ц6 6. Дд2 б5. Добио је тежак ударац око 1985. године, када је Генади Заицк показао да црни свеједно може да рокира и игра опасни гамбит са 5. 0-0 6. Дд2 е5.
Аргентинци су се плашили испада Сг4, иако су неки британски играчи (посебно Марк Хебден, Паул Мотвани, Гери Лејн), касније такође Мајкл Адамс) схватили су да је ово углавном опасно за црнога, дакле играјући Ле3 и Дд2 у свим врстама налога за помијерање, истовремено изостављајући ф2 – ф3. Они су то назвали напад 150, јер играчи ове снаге (ЕЛО 1800) могу лако играти ову позицију и добити јаку игру без икакве теорије.
Оригинална аргентинска идеја вјероватно је одржива тек након 4. Ле3 Лг7 5. Дд2 0-0 6. 0-0-0 ц6 (или Сц6) 7. ф3 б5 8. х4. Црни се обично не замајава и преферира 5. ц6 или чак 4. ц6. Питање да ли и када треба убацити Сф3 остаје нејасно.